# Autokinetisk effekt
En autokinetisk effekt uppstår när man sitter i ett mörkt rum och fokuserar blicken på en ljuspunkt på en mörk bakgrund. Eftersom det inte finns några riktpunkter så kommer man efter en liten stund att uppleva det som att ljuspunkten rör sig, trots att den är helt statisk.
Det är ytterst svårt att avgöra hur mycket punkten rör sig, eller ens att egentligen avgöra om den rör sig eller ej, och det gör att effekten kan utnyttjas i vissa experiment. Bland annat utnyttjade Muzafer Sherif den år 1936 i sitt berömda experiment om sociala normer.